# Johan Wettersten
Johan Wettersten, född 26 augusti 1691 i Norrköping, Östergötlands län, död 3 januari 1759 i Östra Eneby församling, Östergötlands län, var en svensk präst.

## Biografi
Wettersten föddes 1691 i Norrköping. Han var son till provincialtullinspektorn Peter Wettersten och Catharina Sundelius. Wettersten studerade i Norrköping och Linköping. Han blev i augusti 1713 student vid Uppsala universitet och 1722 kollega vid Norrköpings trivialskola. Wettersten prästvigdes 18 december 1728 och blev kyrkoherde i Östra Eneby församling 1729, tillträde 1730. Han avled 1759 i Östra Eneby församling och begravdes 8 februari samma år av biskop Andreas Olavi Rhyzelius. Till Wetterstens begravning författares fyra gravskrifter.
Wettersten var respondens vit prästmötet 1737.

### Familj
Wettersten gifte sig 26 april 1730 med Anna Catharina Exing (1714–1755). Hon var dotter till kyrkoherden Ericus Exing och Catharina Wangel i Östra Eneby församling.